# Cia Ordelaffi
Marzia Ordelaffi, nata Marzia degli Ubaldini (Forlì, 21 giugno 1317 – Forlì, 1º gennaio 1381), è stata una nobile e condottiera italiana, signora consorte di Cesena e Forlì, una delle più note donne guerriere della storia d'Italia.

## Biografia
Marzia Ordelaffi, nota come Cia, derivò il cognome Ordelaffi dal marito Francesco II Ordelaffi, signore di Forlì, sposato nel 1334. Era la figlia di Vanni Ubaldini, signore di Susinana, e di Andrea Pagani, figlia a sua volta del celebre Maghinardo Pagani di Susinana, di cui Cia risulta nipote abiatica. Cia aiutò sempre suo marito nella lotta a favore del partito ghibellino.
Nel maggio del 1351, il suo intervento in soccorso del figlio Ludovico Ordelaffi fu decisivo per la vittoria della battaglia di Dovadola.
Nel 1357, durante la crociata contro i Forlivesi, fu incaricata dal consorte di difendere Cesena, città della quale Francesco era riuscito ad ottenere la signoria.
Così recita l'anonima Vita di Cola di Rienzo:
Nell'immaginario popolare rimane ancora vivo il ricordo della sua eroica resistenza contro le truppe di Egidio Albornoz, a cui alla fine dovette comunque cedere sotto consiglio del padre Vanni Ubaldini.
Morì all'età di 63 anni nel 1381: fu sepolta, insieme al marito, nella chiesa di San Francesco Grande, a Forlì, oggi non più esistente. I funerali erano stati celebrati, per volere del figlio Sinibaldo, nella chiesa di Sant'Agostino.
Il suo mito sarà poi rinnovato da Caterina Sforza nella difesa, ugualmente eroica e sfortunata, della rocca di Ravaldino, a Forlì, ancora contro le truppe dello Stato Pontificio.
A ricordo del suo grande valore, la leggenda vuole che la donna posta tra le due torri del castello presente nello stemma del comune di Palazzuolo sul Senio sia proprio Cia Ordelaffi.

## Discendenza
Marzia e Francesco ebbero sei figli:
- Sinibaldo (1336-1386), signore di Forlì;
- Onestina, sposò Gentile da Mogliano di Fermo;
- Giovanni († 1357), sposò Taddea Malatesta;
- Scarpetta († 1401), vescovo di Forlì dal 1391 al 1401;
- Ludovico († 1356), condottiero, sposò Caterina Malatesta, figlia di Malatesta III Malatesta;
- N.N., figlio maschio, conte di Castelbarco.

## Galleria d'immagini

Stemma del comune di Palazzuolo sul Senio
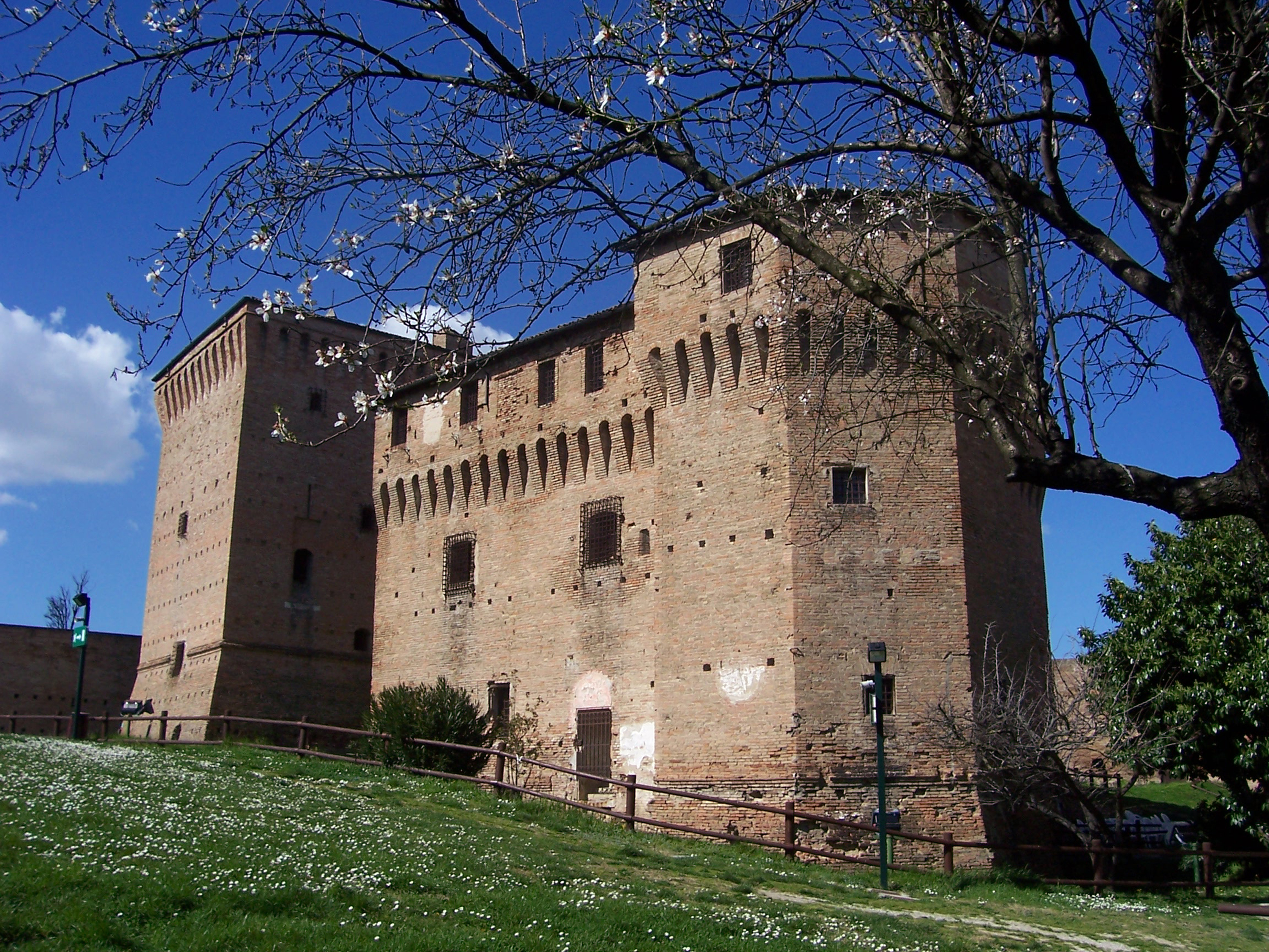
Rocca Malatestiana, Cesena